# Sherwood (hrabstwo Hamilton)
Sherwood – jednostka osadnicza w Stanach Zjednoczonych, w stanie Ohio, w hrabstwie Hamilton.